# Daniel Broido
Daniel Broido (* 17. Mai 1903 in Kirensk, Sibirien; † 10. Oktober 1990) war ein russisch-britischer Ingenieur.

## Leben
Kurz nach seiner Geburt flüchteten seine Eltern nach England, wo er bei seiner Großmutter aufwuchs. 1905 kehrten seine Eltern illegal nach Sankt Petersburg zurück, wo 1907 seine Schwester Vera Broido geboren wurde. Ab 1920 lebte die Familie im Exil in Berlin, wo sein Vater für die russische Handelsdelegation arbeitete. Daniel studierte an der TU Berlin und arbeitete nach seinem Abschluss in Maschinenbau zunächst für die AEG und dann für Rotaprint.

### 1934–1945
1934 schickte Rotaprint-Direktor Fischer ihn auf Geschäftsreise zur Niederlassung in London. Als die SS hinter diese Rettungsaktion kam, nahm Fischer sich das Leben. Am 25. September 1934 meldete er mit Veras Freund Raoul Hausmann in England das Optophone zum Patent an. Es wurde am 25. Oktober 1935 hinterlegt und am 27. April 1936 offiziell eingetragen unter der Nummer 446338: Improvements in and relating to Calculating Apparatus. 1940 heiratete er Nordi Osten, mit der er die Söhne Michael und Stephen hatte. Im Zweiten Weltkrieg arbeitete er bei Caterpillar am Entwurf von Panzern.

### 1946–1990
1946 erhielt er die britische Staatsbürgerschaft. Er kehrte zu Rotaprint zurück, wechselte jedoch bald zu Olding Developments Limited, wo er zum Leitenden Direktor und Chefingenieur aufstieg. 1950 wurde das Unternehmen zusammen mit seinen Patenten an die British Tabulating Machine Company verkauft. Hier wurde er Entwicklungsingenieur für optische Lesemaschinen und erhielt über 100 Patente in diesem Bereich. Am 6. Februar 1954 reichte er ein Patent auf ein Barcode-System ein, das er „mini marks“ nannte. 1956 wurde er von Raymond Thompson von J. Lyons and Co. für die Entwicklung des Computers LEO I. rekrutiert und arbeitete mit Pinkerton zusammen. Als Lyons seine Computer nach Osteuropa exportierte, diente er als Verkaufsdirektor. Er lebte in Cockfosters, nahe Barnet, Hertfordshire und wechselte zu International Computers Limited, für die er 1966–1970 vielfach in den Ostblock reiste.

## Belege
1. ↑  Broido, Daniel. In: kzwp.com
2. ↑  Broido, Daniel. In: rechnerlexixon.de
3. ↑  Widerstand in Berlin gegen das NS-Regime 1933 bis 1945; Band 2, S. 166
4. ↑  Anna-Carola Krausse, Kathrin Hatesaul, IVAM Centre Julio González: Raoul Hausmann, 1886–1971: der deutsche Spiesser ärgert sich. Hrsg.: Raoul Hausmann, Eva Züchner, Berlinische Galerie. Hatje, Ostfildern 1994, ISBN 3-7757-0518-X, S. 284 (eingeschränkte Vorschau in der Google-Buchsuche).
5. ↑  Peter Weibel (Hrsg.): Jenseits von Kunst. Neue Galerie Graz am Landesmuseum Joanneum, Graz 1997, ISBN 3-85165-254-1, S. 92 (eingeschränkte Vorschau in der Google-Buchsuche).
6. ↑  Mike Hally: Electronic brains: stories from the dawn of the computer age; S. 129

| Personendaten    | Personendaten                 |
| ---------------- | ----------------------------- |
| NAME             | Broido, Daniel                |
| KURZBESCHREIBUNG | russisch-britischer Ingenieur |
| GEBURTSDATUM     | 17. Mai 1903                  |
| GEBURTSORT       | Kirensk                       |
| STERBEDATUM      | 10. Oktober 1990              |